# Direito de nascença
Direito de nascença ou direito de nascimento é o conceito de que certas coisas são devidas a uma pessoa pelo simples fato de seu nascimento ou pela ordem de seu nascimento. Isso pode incluir direitos de cidadania com base no local onde a pessoa nasceu ou na cidadania dos pais, assim como direitos de herança sobre bens pertencentes aos pais ou a outras pessoas.
O conceito de direito de nascimento é antigo e, muitas vezes, está parcialmente associado aos conceitos de patriarcado e ordem de nascimento. Por exemplo, “ao longo da Bíblia, o conceito de direito de nascimento está absolutamente entrelaçado com o primogênito. Ou seja, o primogênito herda o direito de nascimento e tem expectativas de primogenitura”, o que historicamente se referia ao direito, por lei ou costume, do primeiro filho legítimo herdar toda ou a maior parte da herança dos pais, em preferência à divisão entre todos ou alguns filhos, filhos ilegítimos ou parentes colaterais. No século XVII, o ativista inglês John Lilburne utilizou o termo em referência aos direitos dos ingleses, “para denotar tudo aquilo que é devido a um cidadão” da Inglaterra, que “é reivindicado da lei inglesa para autoridades superiores”.  O termo também foi popularizado na Índia pelo defensor da autodeterminação Bal Gangadhar Tilak na década de 1890, quando Tilak adotou o slogan criado por seu associado Kaka Baptista: “Swaraj (autogoverno) é meu direito de nascimento e eu o terei.” O termo então “alcançou o status de um slogan político”.
No contexto dos direitos de cidadania, “o termo direito de nascimento sinaliza não apenas que a cidadania é adquirida no nascimento ou com base no nascimento, mas também que essa cidadania é presumivelmente um status vitalício para o indivíduo e contínuo através das gerações para o coletivo de cidadãos”. A cidadania por direito de nascimento tem sido, há muito tempo, uma característica do direito inglês. O Caso Calvin foi particularmente importante, pois estabeleceu que, segundo o direito inglês, “o status de uma pessoa era adquirido no nascimento, com base no local de nascimento — uma pessoa nascida dentro dos domínios do rei devia lealdade ao soberano e, em troca, tinha direito à proteção do rei.” Esse mesmo princípio foi aceito pelos Estados Unidos como sendo “antigo e fundamental”, ou seja, um princípio bem estabelecido do common law, como declarado pela Suprema Corte em sua interpretação de 1898 da Décima Quarta Emenda à Constituição dos Estados Unidos no caso United States v. Wong Kim Ark: “a Décima Quarta Emenda afirma a antiga e fundamental regra de cidadania por nascimento dentro do território, sob a lealdade e proteção do país, incluindo todas as crianças aqui nascidas de estrangeiros residentes, com as exceções ou qualificações (tão antigas quanto a própria regra) de filhos de soberanos estrangeiros ou de seus ministros, de nascidos em navios públicos estrangeiros, ou de inimigos presentes durante uma ocupação hostil de parte do nosso território, e com a única exceção adicional de filhos de membros de tribos indígenas que devem lealdade direta às suas respectivas tribos.”
O conceito de direito de nascimento decorrente da participação em uma cultura específica é demonstrado no programa Birthright Israel, iniciado em 1994. O programa oferece viagens gratuitas a Israel para pessoas que tenham pelo menos um dos pais de ascendência judaica reconhecida, ou que tenham se convertido ao judaísmo por meio de um movimento judaico reconhecido, e que não pratiquem ativamente outra religião. Também devem ter entre 18 e 32 anos, ter concluído o ensino médio, não terem viajado antes para Israel em uma excursão educacional de grupo ou programa de estudos após os 18 anos, nem terem vivido em Israel depois dos 12 anos de idade.